# Wolf Hagemann
Wolf Hagemann (n. 20 iulie 1898, Glashütte, Saxonia, Germania – d. 12 septembrie 1983, Murnau am Staffelsee, RFG) a fost general german din Wehrmacht, care a îndeplinit funcții de comandă în timpul celui de-al Doilea Război Mondial. A fost decorat cu Crucea de Cavaler al Crucii de Fier cu frunze de stejar în Germania Nazistă.

## Crime de război
În 2 septembrie 1944 divizia 541 a Wehrmacht-ului comandată de Hagemann a executat 448 de civili polonezi, în principal femei, bătrâni și chiar și copii cu vârsta de 6 luni, în cursul pacificării satului Lipniak-Majorat. Executarea civililor nevinovați a fost justificată ca represalii pentru activitatea militară a partizanilor polonezi (sursa: Mieczysław Bartniczak, „Lipniak Majorat oskarża i przypomina. IX.1944”, Ostrołęka, 1989).

## Decorații
- Crucea de Cavaler al Crucii de Fier cu frunze de stejar
  - Crucea de Cavaler (4 septembrie 1940) în calitate de Oberstleutnant și comandant al III./Gebirgsjäger-Regiment 139[2]
  - Frunze de stejar (4 iunie 1944) în calitate de Generalmajor și comandant al Diviziei 336 Infanterie[3]
- Ordinul „Steaua României” cu spade și panglică de „Virtutea Militară”, în gradul de Comandor (11 octombrie 1941) „pentru inițiativa de care a dat dovadă cu ocazia trecerii Prutului pe la Rânzești, când a organizat o portiță cu o capacitate de un ploton și un tun anticar, pe care a condus-o personal, executând mai multe transporturi sub bombardamentul artileriei inamice. A însoțit pe comandantul de divizie în multe ocaziuni în linia I-a, sub bombardament de artilerie și gloanțe de infanterie, dându-și opiniile sale practice și pline de experiențe”[4]